# Provocator (chi ốc biển)
Provocator là một chi ốc biển, là động vật thân mềm chân bụng sống ở biển trong họ Volutidae.

## Các loài
Các loài thuộc chi Provocator bao gồm:
- Provocator mirabilis (Finlay, 1926)[2]
- Provocator corderoi Carcelles, 1947[3]
- Provocator palliata (Kaiser, 1977)[4]
- Provocator pulcher Watson, 1882[5]